# 郑伯璋
郑伯璋（1912年—1992年），男，四川自贡人，中国电影技术专家，曾任中华人民共和国文化部电影局技术处副处长，中国电影科学技术研究所副所长，第四、五、六届全国政协委员。